# بونزو تاكي
بونزو تاكي (باليابانية: 武 颯) (مواليد 17 يوليو 1995) هو لاعب كرة قدم ياباني.

## وصلات خارجية
- بونزو تاكي على موقع رابطة كرة القدم اليابانية للمحترفين (اليابانية)
- بونزو تاكي على موقع قاعدة بيانات كرة القدم.إي يو (الإنجليزية)
- بونزو تاكي على موقع Soccerway.com (الإنجليزية)
- بونزو تاكي على موقع عالم كرة القدم.نت (الإنجليزية)